# Élections législatives liechtensteinoises de 2001
Les élections législatives liechtensteinoises de 2001  se sont déroulées les 9 et 11 février 2001.

## Système politique et électoral
Le Liechtenstein est une principauté organisée sous la forme d'une monarchie constitutionnelle. 
Le chef d'État est un prince, qui possède des pouvoirs politiques importants, comprenant un droit de veto. Ces aspects de monarchie directe sont contrebalancés par des éléments de démocratie directe — initiative populaire et référendum — qui font du Liechtenstein le pays d'Europe où celle-ci est considérée comme la plus poussée. 
Le parlement, appelé Landtag, détient le pouvoir législatif. Les 25 députés qui le composent sont élus pour quatre ans au sein de deux circonscriptions, l'Oberland et l'Unterland, comportant respectivement 15 et 10 sièges.
Tous les sièges sont pourvus au scrutin proportionnel entre les listes de candidats ayant remporté au moins 8 % des suffrages exprimés au niveau national.
Le vote est obligatoire.

## Contexte politique
Ces élections ont lieu dans le contexte d'une augmentation du corps électoral d'un peu plus de 1 800 inscrits à la suite de l'abaissement de l'âge légal de droit de vote de vingt à dix-huit ans.
D'autre part, à l'international, le Liechtenstein est la cible de révélations quant à son implication dans des affaires de blanchiment d'argent et de comptes bancaires secrets qui entraînent en juin 2000 son inscription par l'OCDE sur  liste noire pour non-coopération à la lutte contre le blanchiment d'argent. Le gouvernement du Liechtenstein tente de rehausser son image par l'adoption de lois contre cette pratique.
Sur le plan intérieur, enfin, un conflit est mis en lumière entre le gouvernement et le prince Hans-Adam II. Les propositions d'amendements constitutionnels de ce dernier proposent d'augmenter les pouvoirs qui lui sont conférés, au détriment du gouvernement et du Parlement. 
L'une des propositions les plus controversées consiste à habiliter le prince à nommer les juges et, si le Parlement n'avalise pas son choix, à organiser un référendum. La situation existante étant celle d'un Landtag nommant les juges mais avec l'aval princier. Le gouvernement sortant s'est élevé contre ces changements.
Lors des élections précédentes, l'Union patriotique remporte la majorité absolue à l'assemblée et décide le 10 mars 1997 de mettre fin à la traditionnelle coalition avec le Parti progressiste des citoyens.

## Résultats
L'ensemble des voix en faveur des candidats d'un parti sont comptabilisées comme suffrages pour ce parti, ce qui porte le nombre de ces derniers à un total bien supérieur au nombre d'électeurs.
|                                                                 |                                       |         |       |       |        |               |  |  |  |  |  |  |  |  |
| Parti                                                           | Parti                                 | Voix    | %     | +/-   | Sièges | +/-           |  |  |  |  |  |  |  |  |
|                                                                 | Parti progressiste des citoyens (FBP) | 92 204  | 49,90 | 10,70 | 13     | 3             |  |  |  |  |  |  |  |  |
|                                                                 | Union patriotique (VU)                | 76 402  | 41,35 | 7,88  | 11     | 2             |  |  |  |  |  |  |  |  |
|                                                                 | Liste libre (FL)                      | 16 184  | 8,76  | 2,81  | 1      | 1             |  |  |  |  |  |  |  |  |
| Total des voix                                                  | Total des voix                        | 184 790 | 100   |       |        |               |  |  |  |  |  |  |  |  |
|                                                                 |                                       |         |       |       |        |               |  |  |  |  |  |  |  |  |
| Suffrages exprimés                                              | Suffrages exprimés                    | 14 018  | 98,87 |       |        |               |  |  |  |  |  |  |  |  |
| Votes blancs et nuls                                            | Votes blancs et nuls                  | 160     | 1,13  |       |        |               |  |  |  |  |  |  |  |  |
| Total                                                           | Total                                 | 14 178  | 100   | -     | 25     | en stagnation |  |  |  |  |  |  |  |  |
| Abstention                                                      | Abstention                            | 2 172   | 13,28 |       |        |               |  |  |  |  |  |  |  |  |
| Inscrits/Participation                                          | Inscrits/Participation                | 16 350  | 86,72 |       |        |               |  |  |  |  |  |  |  |  |
| Source: European Elections Database et Union Interparlementaire |                                       |         |       |       |        |               |  |  |  |  |  |  |  |  |

Le taux de participation reste quasi inchangé malgré l'augmentation du corps électoral.

### Résultats par circonscription
|            |            |          |          |          |          |               |           |           |           |           |               |       |       |  |
| Parti      | Parti      | Oberland | Oberland | Oberland | Oberland | Oberland      | Unterland | Unterland | Unterland | Unterland | Unterland     | Total | Total |  |
| Parti      | Parti      | Voix     | %        | +/-      | S        | +/-           | Voix      | %         | +/-       | S         | +/-           | Total | Total |  |
|            | FBP        | 65 878   | 48,16    | 10,56    | 7        | 1             | 26 326    | 54,86     | 10,96     | 6         | 2             | 13    |       |  |
|            | VU         | 57 816   | 42,26    | 8,67     | 7        | 1             | 18 586    | 38,73     | 5,51      | 4         | 1             | 11    |       |  |
|            | FL         | 13 106   | 9,58     | 1,89     | 1        | en stagnation | 3 078     | 6,41      | 5,45      | 0         | 1             | 1     |       |  |
| Total      | Total      | 136 800  | 100      |          |          |               | 47 990    | 100       |           |           |               |       |       |  |
|            |            |          |          |          |          |               |           |           |           |           |               |       |       |  |
| Val.       | Val.       | 9 293    | 100      | –        | 15       | en stagnation | 4 885     | 100       | –         | 10        | en stagnation | 25    |       |  |
| Abst       | Abst       | 1 668    | 15,22    |          |          |               | 504       | 9,35      |           |           |               |       |       |  |
| Ins./Part. | Ins./Part. | 10 961   | 84,78    | 5 389    | 90,65    |               |           |           |           |           |               |       |       |  |

## Conséquences
Le scrutin entraîne une alternance après la victoire du Parti progressiste des citoyens qui remporte la majorité absolue à l'assemblée. Le Premier ministre Mario Frick (UP) cède la place à Otmar Hasler (PPC),.